# Триллинг, Джордж
Джордж Генри Триллинг (англ. George Henry Trilling; 18 сентября 1930, Белосток, Польша — 30 апреля 2020, Беркли, США) — американский физик, специалист по физике элементарных частиц. Член Национальной академии наук США (1983) и Американской академии искусств и наук (1993). Президент Американского физического общества в 2001 году.

## Биография
Джордж Триллинг родился в польском Белостоке. Несколько месяцев спустя семья эмигрировала во Францию, где жила преимущественно в Ницце до 1940 года. После начала Второй мировой войны они переехали в США и поселились близ Пасадины. В 1951 году Джордж окончил Калифорнийский технологический институт и получил диплом электротехника. Работал в группе Карла Андерсона, занимался исследованием космических лучей и распадов странных частиц с помощью туманной камеры, в 1955 году защитил докторскую диссертацию. После защиты год провёл на позиции постдока в Калтехе и ещё год в группе Луи Лепренса-Ренге в Париже, куда попал по программе Фулбрайта. В 1957 году Триллинг стал доцентом (assistant professor) Мичиганского университета, где начал сотрудничать с изобретателем пузырьковой камеры Дональдом Глазером в исследовании распадов каонов.
В 1960 году Триллинг вслед за Глазером переехал в Калифорнийский университет в Беркли на должность доцента (associate professorship) физического факультета. В последующие несколько лет он провёл совместно с группой Гершона и Суламифь Гольдхаберов обширные исследования индуцированных каонами реакций в пузырьковых камерах на Беватроне, в Брукхейвенской национальной лаборатории и в Национальной ускорительной лаборатории SLAC. В 1968—1972 годах Триллинг занимал пост декана физического факультета в Беркли.
В начале 1970-х годов учёный принимал активное участие в разработке магнитного детектора Mark I для коллайдера SPEAR, в частности разработал методы анализа данных, регистрируемых детектором. Это имело принципиальное значение для открытий на установке первой очарованной частицы J/ψ-мезона и тау-лептона, отмеченных Нобелевскими премиями. Позже Триллинг был одним из руководителей модернизации коллайдера и разработки детектора Mark II. В 1984—1987 годах он работал директором физического отдела Национальной лаборатории имени Лоуренса в Беркли. Затем был руководителем (spokesman) коллаборации Solenoidal Detector Collaboration — одного из экспериментов суперколлайдера SSC, строительство которого было остановлено в 1993 году. В дальнейшем Триллинг сыграл важную роль в организации американского участия в работе Большого адронного коллайдера. В 1994 году он прекратил активную преподавательскую деятельность.

## Избранные публикации
- Augustin J.-E. et al. Discovery of a Narrow Resonance in e+e− Annihilation // Physical Review Letters. — 1974. — Vol. 33. — P. 1406-1408. — doi:10.1103/PhysRevLett.33.1406.
- Perl M. L. et al. Evidence for Anomalous Lepton Production in e+ — e− Annihilation // Physical Review Letters. — 1974. — Vol. 35. — P. 1489-1492. — doi:10.1103/PhysRevLett.35.1489.
- Trilling G. H. The properties of charmed particles // Physics Reports. — 1981. — Vol. 75. — P. 57-124. — doi:10.1016/0370-1573(81)90097-1.
- Trilling G. H. Support for the SSC // Science. — 1993. — Vol. 260. — P. 737-738. — doi:10.1126/science.260.5109.737.